# Arturo Salah
Arturo Alejandro Salah Cassani (Santiago, 4 de dezembro de 1949) é um ex-futebolista, treinador de futebol e dirigente esportivo chileno que atuava como zagueiro.

## Carreira de jogador
Salah jogou profissionalmente entre 1969 e 1982, tendo passado por Audax Italiano, Universidad Católica, Universidad de Chile e Palestino. Foi em La U que ele obteve seu único título como jogador: a Copa Chile de 1979.

## Carreira de treinador
Depois de comandar os times de base da Universidad Católica, Salah estreou como treinador principal no Colo-Colo, em 1986, sagrando-se campeão nacional no mesmo ano e repetindo o feito em 1989, além de um tricampeonato da Copa Chile. Seu desempenho o levou ao comando da Seleção Chilena em 1990, substituindo Orlando Aravena, tendo como maior feito o terceiro lugar da Copa América de 1991. Durante a passagem de Salah, o Chile estava suspenso das Eliminatórias da Copa do Mundo FIFA de 1994 em decorrência do Caso Rojas.
Treinou ainda Universidad de Chile, Monterrey, Cobreloa, Huachipato e Santiago Wanderers.

## Outras funções
Tendo estudado engenharia civil na Pontifícia Universidade Católica do Chile, foi também subsecretário de Esportes na gestão de Ricardo Lagos, presidente do Colo-Colo entre 2013 e 2015 e comandou a Associação Nacional de Futebol Profissional do Chile entre 2016 e 2019.

## Títulos

### Como jogador
Universidad de Chile
- Copa Chile: 1979

### Como treinador
Colo-Colo
- Campeonato Chileno: 1986, 1989
- Copa Chile: 1988, 1989, 1990